# Yamachiche
Yamachiche, abenakiska Namasis, är en kommun och tätort (centre de population) i provinsen Québec i Kanada. Den ligger i regionen Mauricie, i den sydöstra delen av landet, 240 km öster om huvudstaden Ottawa. Antalet invånare vid folkräkningen 2021 var 2 813 i kommunen och 1 222 i tätorten.